# Amealco
Amealco är en ort i Mexiko.   Den ligger i kommunen Amealco de Bonfil och delstaten Querétaro Arteaga, i den sydöstra delen av landet, 140 km nordväst om huvudstaden Mexico City. Amealco ligger 2 638 meter över havet och antalet invånare är 7 827.
Terrängen runt Amealco är lite kuperad. Runt Amealco är det ganska tätbefolkat, med 78 invånare per kvadratkilometer. Amealco är det största samhället i trakten. I omgivningarna runt Amealco växer huvudsakligen savannskog.